# Regione di al-Batina
La regione di al-Bāṭina (in arabo منطقة الباطنة‎?, Minṭaqa al-Bāṭina) era una regione costiera dell'Oman. La superficie totale è di 12.500 km², la popolazione raggiunge i 653.505 abitanti, secondo il censimento del 2003. La capitale della regione è Sohar.
È stata soppressa nel 2011, quando è stata suddivisa nei governatorati di al-Bātina Nord e al-Bātina Sud.

## Suddivisioni
La regione era suddivisa nelle province di: Ṣohār, Rustaq, Shinas, Liwā, Saham, al-Khābūra, al-Suwayq, Nakhal, Wādī al-Maʿāwil, al-ʿAwābī, al-Maṣnaʿa, Barka.